# 케스토스
케스토스(영어: kestose)는 프럭토올리고당 그룹에 속하는 당류이다.

## 화학적 특성
케스토스는 대표적인 프럭토올리고당으로 구조상 과당 한 분자가 설탕(수크로스)와 결합하여 삼당류를 형성한다. 1-케스토스에서는 과당 분자가 β-1,2-글리코사이드 결합으로 설탕(수크로스)에 연결된다.

## 같이 보기
- 프록토올리고당
- 삼당류